# Piovera
Piovera – miejscowość i gmina we Włoszech, w regionie Piemont, w prowincji Alessandria.
Według danych na styczeń 2010 gminę zamieszkiwało 837 osób przy gęstości zaludnienia 53,55 os./1 km².